# Kang So-ra
Kang So-ra (en hangul, 강소라; nacida el 18 de febrero de 1990) es una actriz surcoreana.

## Biografía
En agosto de 2020 Kang reveló que estaba en una relación con una persona fuera del entretenimiento, un médico de medicina oriental, y que la pareja se casaría a finales del mismo mes. La pareja se casó el 29 de agosto del mismo año. En noviembre del mismo año se anunció que la pareja estaba esperando a su primera hija, a quien le dieron la bienvenida en abril de 2021.En octubre de 2023 publicó una sesión de fotos embarazada junto con el anuncio de que esperaba a su segundo hijo para finales de año.El 11 de diciembre de 2023 dio a luz a su segunda hija. 

## Carrera
Es miembro de la agencia Plum Entertainment (Plum Actors / PLUM A&C).
Debutó como actriz en el 2009 con la película de terror 4th Period Mystery (4º Período de Misterio), pero saltó a la fama al protagonizar la película Sunny (2011), una coming-of-age acerca de un grupo de chicas de escuela secundaria que crecen en la década de 1980.
Seguida por los roles principales en dramas de televisión, tales como el musical adolescente Dream High 2 (2012), y el drama de familia Ugly Alert (2013).
También participó en la tercera temporada de We Got Married, un reality show que empareja a celebridades en un falso "matrimonio"; su compañero fue Leeteuk del grupo K-pop Super Junior.
Ha ganado un mayor reconocimiento después de protagonizar el drama médico Doctor Stranger (2014) y el drama de comedia Misaeng (2014); Doctor Extraño fue un éxito en China con 400 millones de vistas y Misaeng fue calificado como un "fenómeno cultural" en Corea del Sur.
Seguida por un protagónico en la comedia romántica Cálido y Acogedor junto a Yoo Yeon-seok,
En 2017 protagonizó la película de ciclismo Uhm Bok-dong, así como la comedia romántica Amor revolucionario, donde interpreta el papel de una joven con formación universitaria que, sin embargo, no aspira a un puesto de trabajo fijo sino que prefiere ganarse la vida con empleos eventuales.
En 2018 fue la protagonista en el drama de fantasía y romance Tale of Gyeryong Fairy (Cuento de Hadas de Gyeryong), basado en el webcomic del mismo título.
En abril de 2020, junto a las actrices Kim So-hyun y Kim Ye-won, prestó su voz para la nueva característica de Samsung: "Samsung Bixby Celeb Voice", donde las personas pueden cambiar el tono de voz de Bixby por el de su celebridad favorita.
El 23 de febrero de 2022 se anunció que estaba en pláticas para protagonizar Can We Be Strangers?. La serie se estrenó en enero de 2023 y en ella su personaje es el de Oh Ha-ra, una abogada que se encuentra como colega en un bufete a su exmarido. Este papel representa la vuelta de la actriz tras el nacimiento de su hija.

## Filmografía

### Películas
| Año  | Título                       | Rol                       | Notas              | Ref.          |
| ---- | ---------------------------- | ------------------------- | ------------------ | ------------- |
| 2009 | 4th Period Mystery           | Lee Da-jeong              |                    |               |
| 2009 | Kwang-tae's Basic Story      | Ji-hyo                    | Cortometraje       |               |
| 2011 | Sunny                        | Ha Chun-hwa (adolescente) |                    |               |
| 2012 | Brave                        | Mérida                    | Voz, doblaje       | [ 32 ]        |
| 2013 | My Paparotti                 | Sook-hee                  |                    |               |
| 2013 | Cheer Up, Mr. Lee            | ella misma                | Cameo              |               |
| 2019 | Race to Freedom: Um Bok Dong | Kim Hyung-shin            |                    |               |
| 2020 | Secret Zoo                   | Han So-won                |                    | [ 33 ] [ 34 ] |
| 2021 | Esperando la lluvia          | Soo-jin                   | Aparición especial | [ 35 ] [ 36 ] |

### Series de televisión
| Año  | Título                 | Rol                | Red           | Notas        | Ref.          |
| ---- | ---------------------- | ------------------ | ------------- | ------------ | ------------- |
| 2010 | Rude Miss Young-ae     | Kang So-ra         | tvN           | Temporada 7  |               |
| 2010 | Dr. Champ              | Kwon Yoo-ri        | SBS           |              |               |
| 2010 | Rude Miss Young-ae     | Kang So-ra         | tvN           | Temporada 8  |               |
| 2011 | The Women of Our Home  | Hong Yoon-mi       | KBS1          |              |               |
| 2012 | Dream High 2           | Shin Hae-sung      | KBS2          |              |               |
| 2013 | Ugly Alert             | Na Do-hee          | SBS           |              |               |
| 2013 | Rude Miss Young-ae     | Kang So-ra (cameo) | tvN           | Temporada 12 |               |
| 2014 | Doctor Stranger        | Oh Soo-hyun        | SBS           |              |               |
| 2014 | Misaeng                | Ahn Young-yi       | tvN           |              |               |
| 2015 | Warm and Cozy          | Lee Jung-joo       | MBC           |              |               |
| 2016 | My Lawyer, Mr. Jo      | Lee Eun-jo         | KBS2          |              | [ 37 ] [ 38 ] |
| 2017 | Amor revolucionario    | Baek Joon          | tvN           |              | [ 39 ]        |
| 2018 | The Beauty Inside      | Ella misma         | JTBC          | Cameo ep. 1  | [ 40 ]        |
| 2018 | Tale of Gyeryong Fairy | Sun Ok-nam         | tvN           |              |               |
| 2020 | Man and Woman          | -                  | -             | Audiodrama   | [ 41 ]        |
| 2023 | Can We Be Strangers?   | Oh Ha-ra           | Genie TV, ENA |              | [ 31 ] [ 42 ] |

### Espectáculo de variedades
| Año       | Título                     | Red | Notas                   | Ref.   |
| --------- | -------------------------- | --- | ----------------------- | ------ |
| 2011-2012 | We Got Married temporada 3 | MBC | elenco, junto a Leeteuk |        |
| 2013      | My Soul's Table            | MBC | elenco                  | [ 43 ] |
| 2020      | Running Man                | SBS | invitada (ep. 484-485)  |        |

### Presentadora
| Año  | Título                   | Red  | Ref.   |
| ---- | ------------------------ | ---- | ------ |
| 2011 | MBC Music Festival       | MBC  | [ 44 ] |
| 2012 | MBC Entertainment Awards | MBC  | [ 45 ] |
| 2017 | 31st Golden Disc Awards  | JTBC |        |
| 2018 | 32st Golden Disc Awards  | JTBC |        |

### Programas de radio
| Año  | Título                     | Cadena      | Notas                            | Ref.   |
| ---- | -------------------------- | ----------- | -------------------------------- | ------ |
| 2020 | Choi Hwa Jung’s Power Time | SBS PowerFM | Invitada - junto a Jeon Yeo-been | [ 46 ] |

### Vídeos musicales
| Año  | Título de la canción     | Artista                 | Notas                                |
| ---- | ------------------------ | ----------------------- | ------------------------------------ |
| 2009 | "This Good Day"          | Halla Man               |                                      |
| 2009 | "Gloria"                 | PK Heman                | Kang es también la portada del álbum |
| 2009 | "Merely"                 | JK Kim Dong-wook        |                                      |
| 2009 | "Happy Me"               | Hong Kyung-min          |                                      |
| 2011 | "Hello"                  | Huh Gak                 |                                      |
| 2011 | "I Told You I Wanna Die" | Huh Gak                 |                                      |
| 2017 | "Curtain"                | Suho ft. Song Young-joo |                                      |

## Discografía
| Año  | Título de la canción     | Artista                                                                    | Notas            |
| ---- | ------------------------ | -------------------------------------------------------------------------- | ---------------- |
| 2011 | "Round and Round"        | Nam Bo-ra, Kim Bo-mi, Park Jin-joo, Kang So-ra, Min Hyo-rin, Kim Min-yeong | Sunny OST        |
| 2011 | "I Told You I Wanna Die" | Huh Gak feat. Kang So-ra (narración)                                       |                  |
| 2012 | "B Class Life"           | Jeong Jinwoon, Kang So-ra, Jr., Kim Ji-soo                                 | Dream High 2 OST |

## Como embajadora
| Año  | Título             | Campaña organizadora | Notas                                       |
| ---- | ------------------ | -------------------- | ------------------------------------------- |
| 2016 | Embajadora Dongguk | Universidad Dongguk  | junto a Park Min-young, Son Na-eun, y otros |

## Premios y nominaciones
| Año  | Premio                               | Categoría                                  | Nominación                   | Resultado | Ref.   |
| ---- | ------------------------------------ | ------------------------------------------ | ---------------------------- | --------- | ------ |
| 2011 | 5th Mnet 20's Choice Awards          | Mejor estrella de cine                     | Sunny                        | Ganadora  |        |
| 2011 | 20th Crystal Film Awards             | Mejor actriz nueva                         | Sunny                        | Ganadora  |        |
| 2011 | 48th Grand Bell Awards               | Mejor actriz nueva                         | Sunny                        | Nominada  |        |
| 2011 | 32nd Blue Dragon Film Awards         | Mejor actriz nueva                         | Sunny                        | Nominada  |        |
| 2012 | 48th Paeksang Arts Awards            | Mejor actriz nueva (película)              | Sunny                        | Nominada  |        |
| 2012 | 48th Paeksang Arts Awards            | actriz más popular (película)              | Sunny                        | Ganadora  |        |
| 2012 | 48th Paeksang Arts Awards            | Mejor actriz nueva (TV)                    | Dream High 2                 | Nominada  |        |
| 2012 | 12th MBC Entertainment Awards        | premio de popularidad (Variety Show)       | We Got Married (temporada 3) | Ganadora  |        |
| 2013 | 21st SBS Drama Awards                | premio excelencia, actriz de drama semanal | Ugly Alert                   | Nominada  |        |
| 2013 | 21st SBS Drama Awards                | premio nueva estrella                      | Ugly Alert                   | Ganadora  | [ 47 ] |
| 2014 | 9th Asia Model Festival Awards       | premio de popularidad                      | ella misma                   | Ganadora  |        |
| 2014 | Miss Asia Pacific World Super Talent | nueva estrella de Asia                     | ella misma                   | Ganadora  |        |
| 2014 | 7th Korea Drama Awards               | premio excelencia, actriz                  | Doctor Stranger              | Ganadora  | [ 48 ] |
| 2014 | 3rd APAN Star Awards                 | premio excelencia, actriz de miniserie     | Doctor Stranger              | Nominada  |        |
| 2014 | 22nd SBS Drama Awards                | premio excelencia, actriz de drama         | Doctor Stranger              | Nominada  |        |
| 2014 | 7th Herald Donga Lifestyle Awards    | mejor estilo del año                       | Herself                      | Ganadora  | [ 49 ] |
| 2015 | Korea Advertisers Association Awards | mejor modelo                               | Herself                      | Ganadora  |        |
| 2015 | 4th APAN Star Awards                 | premio excelencia, actriz de miniseries    | Misaeng & Warm and Cozy      | Nominada  |        |
| 2015 | 34th MBC Drama Awards                | premio excelencia, actriz de miniseries    | Warm and Cozy                | Ganadora  | [ 50 ] |
| 2016 | 1st Asia Artist Awards               | mejor celebridad, actriz                   | My Lawyer, Mr. Jo            | Nominada  |        |
| 2016 | 30th KBS Drama Awards                | premio excelencia, actriz de drama semanal | My Lawyer, Mr. Jo            | Nominada  |        |